# Buddleja simplex
Buddleja simplex är en flenörtsväxtart som beskrevs av Friedrich Wilhelm Ludwig Kraenzlin.
Buddleja simplex ingår i släktet buddlejor och familjen flenörtsväxter. Inga underarter finns listade i Catalogue of Life.